# Torit

Mapa de la zona al voltant de Torit

Torit és una població del Sudan del Sud capital de l'estat d'Equatoria Oriental i del comtat de Torit dins d'aquest estat; està propera a la frontera amb Uganda. Hi ha un aeròdrom, dos hospitals, algunes escoles primàries i secundàries i la creua la carretera que va a Juba. La seva població és de 20.050 habitants.
El gener del 1989 va ser ocupada per l'EPAS i fou la seu del moviment fins a començament del 1995 en què l'exèrcit sudanès la va recuperar. La ciutat va donar nom a la facció del moviment liderada per John Garang, que tenia seu a la ciutat (EPAS/MPAS-Torit). En l'ofensiva del 1997 l'EPAS no la va poder ocupar i va restar en mans del govern.